# Stuart Brisley
Stuart Brisley (* 1933 in Haslemere, Surrey in England) ist ein britischer Performancekünstler.

## Leben und Werk
Brisley ist in einer Kleinstadt im Südosten Englands geboren und lebt heute im Londoner Stadtteil Shoreditch, Dungeness und Istanbul. Von 1949 bis 1954 studierte Brisley an der Guildford School of Art. Anschließend (1956–1959) am Royal College of Art in London und danach ein Jahr an der Akademie der Bildenden Künste München. Er setzte sein Studium von 1960 bis 1962 an der Florida State University in Tallahassee fort. Brisley war Professor an der Slade School of Fine Art. Zu seinen Studenten gehörten Mona Hatoum, Andrew Kötting, Douglas Gordon, Hayley Newman, Donald Rodney, Zarina Bhimji, Sutapa Biswas, Catherine Yass und Marcia Farquhar. Seit 1971 ist er Mitglied der British Artists Union.
And for today… nothing von 1972 ist die erste bekannte Performance von Brisley, 1973 drehte er den 20-minütigen Film Arbeit Macht Frei.
Stuart Brisley ist seit 1974, zusammen mit John Latham, Barry Flanagan, David Hall, Jeffrey Shaw, Anna Ridley, Maurice Agis, Ian MacDonald-Munro, Hugh Davies, David Toop und Ian Breakwell, Mitglied der 1965 in London von Barbara Steveni gegründeten Organisation Artist Placement Group.

## Ausstellungen (Auswahl)

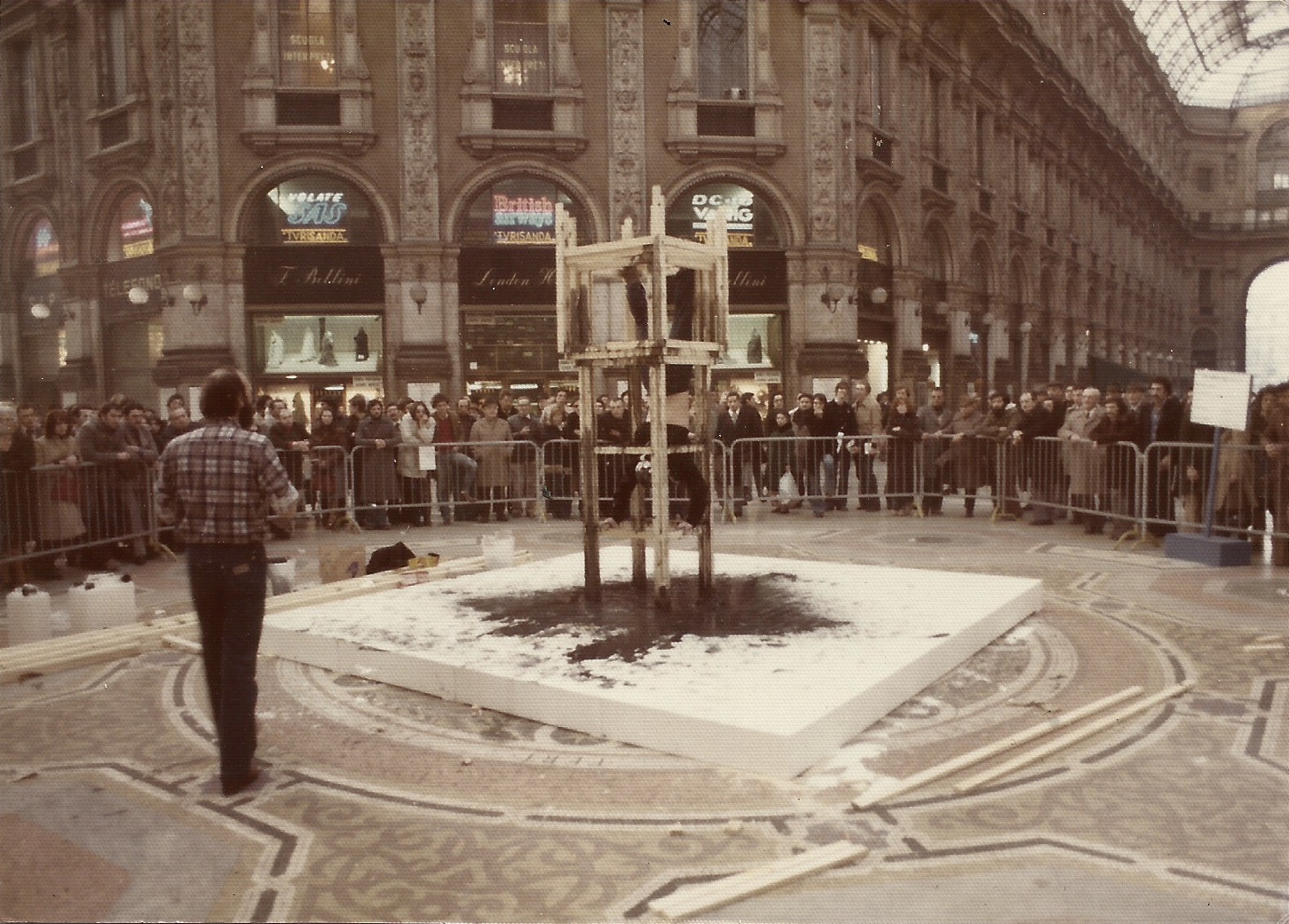
Eine Performance von Stuart Brisley in der Galleria Vittorio Emanuele II in Mailand während der Ausstellung Arte Inglese Oggi (1976), an der über 50 britische Künstler teilnahmen

### Einzelausstellungen
- 1996: Helsinki Vanitas Kiasma, Helsinki
- 1983: Tanzen im Gehege Skulpturenmuseum Glaskasten, Marl, Museum Kunstpalast Düsseldorf, Kölnischer Kunstverein, Westfälischer Kunstverein
- 1979: Face to Face Theater der Welt, Hamburg
- 1975: 12 Days Forum Kunst Rottweil, Rottweil
- 1968: Unofficial Action Tate Gallery, London

### Gruppenausstellungen
- 2015: History Is Now: 7 Artists Take On Britain Hayward Gallery, London
- 2014: Systemics #3. Against the idea of growth, towards poetry (or, how to builds a universe that doesn't fall apart two days later) Kunsthal Aarhus, Aarhus
- 2013: XV Interakcje Festival MOCAK Museum of Contemporary Art in Kraków, Krakau
- 2011: Spirits of Internationalism: 6 European collections, 1956–1986 Van Abbemuseum, Eindhoven
- 2008: Performing the City–Kunst Aktionismus im Stadt Raum 60er und 70er Jahre Lothringer13, München
- 2006: About Barbara Suckfull in European Performance Art Festival Centrum Sztuki Współczesnej Zamek Ujazdowski Schloss Ujazdowski, Warschau
- 2002–2003: Blast to Freeze: Britische Kunst im 20. Jahrhundert Kunstmuseum Wolfsburg, Wolfsburg
- 2000: Talking Hygiene 5th International Performance Festival Kunsthaus Dresden, Dresden
- 1977: Survival in Alien Circumstances documenta 6, Kassel
- 1976: Hommage to the Commune, Arte Inglese Oggi: 1960-76, Palazzo Reale, Mailand, Italien[5][6]

## Auszeichnungen (Auswahl)
- 1973: Stipendium Berliner Künstlerprogramm des DAAD